# Elli Graetz
Elli Graetz (* 20. März 1947 in Berlin als Elli Fuhrmann) ist eine deutsche Malerin und Grafikerin.

## Leben und Wirken
Elli Graetz wurde in Berlin als Tochter von Bruno Fuhrmann und Louise Vitzthum geboren; beide waren im Widerstand gegen den Nationalsozialismus. Sie absolvierte nach dem Abitur in Hennigsdorf ein Praktikum in den Theaterwerkstätten der Deutschen Staatsoper Berlin. Von 1968 bis 1969 studierte sie Theatermalerei in Dresden und arbeitete danach in verschiedenen Berufen, bevor sie 1971 das Studium der Grafik an der Kunsthochschule Berlin-Weißensee begann und 1976 mit dem Diplom abschloss. Sie studierte bei den Professoren Arno Mohr, Werner Klemke, Klaus Wittkugel und Axel Bertram.
Seit 1976 ist Elli Graetz freiberuflich tätig. Sie begann als Grafikdesignerin, Illustratorin und Plakatgestalterin im Auftrag von verschiedenen Berliner Verlagen, des Progress Filmverleihs und des Deutschen Fernsehfunks. Seit 1990 ist die freie Grafik der Hauptschwerpunkt ihrer Arbeit, dabei bevorzugt sie Drucktechniken wie Holzschnitt, Siebdruck, Lithografie und Radierung. Sie stellt aber auch Installationen und Objekte her. Ein Teil ihrer Arbeit ist das Mitwirken bei der Herstellung von Künstlerbüchern und Künstlermappen.
1992 gründete sie u. a. mit Marguerita Blume-Cárdenas, Annett Gröschner, Gisela Kurkhaus-Müller, Emerita Pansowová, Nuria Quevedo und Ursula Strozynski die Künstlerinnen-Initiative Xanthippe e.V.
2021 erfolgten zwei Grafikankäufe durch das Ministerium für Wissenschaft, Forschung und Kultur in Potsdam.
Elli Graetz lebt und arbeitet in Berlin und Brandenburg und ist mit dem Fotografen Jürgen Graetz verheiratet.

## Werke (Auswahl)

### Druckgrafik (Auswahl)
- Berlin – Prenzlauer-Berg (Radierung, 1977; im Bestand der Berlinischen Galerie)
- Berliner Häuser (Aquatintaradierung, 1982; im Bestand der Berlinischen Galerie)
- Berliner Fabriken (Aquatintaradierung, 1983; im Bestand der Berlinischen Galerie)

### Buchillustrationen
- 1978 Sieben Löffel Pudding, Günter Saalmann; Kinderbuchverlag Berlin
- 1978 Romanze für ein Flügelhorn, Frantisék Hrubín; Verlag Volk und Welt Berlin
- 1978 Die zerrissene Jacke, Tom Wittgen; Verlag Junge Welt Berlin
- 1988 Ein Schmetterlingstraum unterm Apfelbaum, Eberhard Hofmann; Verlag Junge Welt
- 2012 Berührungen, Gedichte Waltraud Friederike Rauh; Edition Stechlin, Berlin

### Beteiligung bei Grafikmappen und Buchobjekten
- 1999 Raum zu Fliegen, Mappenwerk mit Originalgrafik, Inselgalerie Berlin
- 2000 Ambivalenzen, Mappenwerk mit Originalgrafik, Inselgalerie Berlin
- 2004 Geschichte in Landschaften, Buchobjekt mit Originalgrafik, Edition Hohes Ufer, Ahrenshoop
- 2006 Verstecke, Buchobjekt mit Originalgrafik, Edition Hohes Ufer, Ahrenshoop
- 2009 20 Jahre Werkstatt Künstlerische Lithographie, Grafikedition Berlin (zum zwanzigjährigem Jubiläum der Werkstatt mit 21 mehrfarbigen Lithographien von 21 Künstlerinnen und Künstlern aus Deutschland, Liechtenstein, Österreich und Schweiz)
- 2012 Impressionen zur Romantik, Grafikmappe, Lübberingstiftung

## Ausstellungen und Ausstellungsbeteiligungen (Auswahl)
E – Einzelausstellung, B – Ausstellungsbeteiligung, K – Katalog, M – Mappe
- 1981, 1982 und 1986 Berlin, Bezirkskunstausstellungen B.
- 1983 Halle, Burggalerie E, K
- 1984 Magdeburg, Burggalerie E
- 1987 Dresden, Albertina; X Kunstausstellung der DDR B
- 1987 Berlin, Ephraim-Palais („Das Bild der Stadt Berlin von 1945 bis zur Gegenwart“)
- 1987 Berlin, Studio Bildende Kunst; Berlinansichten in druckgrafischen Folgen B, K
- 1988 Jena, Galerie im Stadthaus E
- 1998 Berlin, Galerie im Turm; Radierung in Berlin nach 45 B, K
- 1990 Fürstenwalde; Miniaturen in der Bildenden Kunst B, K
- 1991 Berlin, Studio Bildende Kunst E
- 1997 Potsdam, Turmgalerie; Grafikausstellung B
- 1999 Berlin, Inselgalerie E
- 2001 Güstrow, Städtische Galerie Wollhalle; Frauenbilder B, K
- 2002 Berlin, Schloss Biesdorf; Holz und Steindrucke E
- 2002 Berlin, Inselgalerie; Raum zu Fliegen B, K
- 2002 Klein Sassen, Kunststation; Lithographien aus Berlin B, Grafikmappe
- 2002 Wien, Die kleine Galerie; Lithographie Paris-Berlin-Wien B
- 2003 Rheinsberg, Schloss, Kurt-Tucholsky Literaturmuseum; Bilderwelten E
- 2003 Dannenwalde, Kirche am Wege; Figuren (mit Carin Kreuzberg) E
- 2004 Baruth/Glashütte, Galerie Packschuppen; hoch,tief,flach (mit Ralf Hentrich) E
- 2004 Eschen/Liechtenstein, Galerie Tangente; Grafik und Figuren (mit Hans Scheib) E
- 2004 Kopenhagen, Rundetaarn; Region und Identität B, K
- 2004 Berlin, Galerie M; Region und Identität B, K
- 2004 Ahrenshoop, Neues Kunsthaus; Geschichte in Landschaften, B, K, Buchobjekt
- 2005 Berlin, Grünstraße, Wintermond – Grafik und Objekte E
- 2006 Ahrenshoop,Kunsthaus; Verstecke B, Buchobjekt
- 2006 Berlin,Grünstrasse; Annäherung an Heinrich Heine B
- 2006 Fürstenwalde, Rathausgelerie; 7.Miniatur in der Bildenden Kunst B, K
- 2006 Baruth/Glashütte Galerie Packschuppen; weites Land B, K
- 2006 Neuhardenberg, Schloss Brandenburgischer Kunstpreis der MOZ B, K
- 2007 Neuruppin, Siechenhauskapelle; Bilder E
- 2007 Berlin, Galerie Grünstrasse; Vor allem Essen und Trinken (mit Jürgen Graetz) E
- 2007 Teterow, Galerie am Kamp; Das Tier in mir B
- 2008 Altlangsow, Schul- und Bethaus; Figur Kopf Zeichen E
- 2009 Berlin, Grafikstudiogalerie; Collagen, Drucke, Objekte E, K
- 2009 Essen, Forum Kunst und Architektur; Roter Faden B
- 2010 Berlin, Druckgraphik-Atelier, Prenzlauer Berg; HOLZ E
- 2010 Zernikow, Alte Brennerei; Graphische Objekte (mit Christiane Wartenberg und Ralf Hentrich) E
- 2010 Neuruppin, Galerie im Bollwerk E mit Jürgen Graetz
- 2011 Berlin, Inselgalerie; Papier-Holz-Schnitt (mit Beate Hoffmeister) E
- 2011 Menz, Künstlerhof Roofensee; Graphik und Objekte E
- 2011 Frankfurt/Oder, Kleist-Museum; Impressionen zur Romantik B, Mappe
- 2012 Zehdenick, Klostergalerie; Graphik und Objekte E
- 2012 Müncheberg, Stadtpfarrkirche; Holzschnitte E
- 2012 Gdańsk/Polen, Nationalmuseum B, K
- 2013 Berlin, Adlershof, Galerie Alte Schule; Têtê-á-Têtê B
- 2013 Berlin, Adlershof, Galerie Alte Schule; Fünf vor Ort B
- 2014 Berlin, Inselgalerie; Schöne neue Welt- 450. Jahrestag von Galileo Galilei und William Shakespeare B, K
- 2015 Berlin, Galerie 100; Drei in Hundert (mit Rahel Mucke und Eberhard Hartwig) E
- 2015 Zernikow, Alte Brennerei; DREI MAL GRAETZ mit Sara und Jürgen Graetz E
- 2015 Berlin, Grünstrasse; maerztiere-himmelsbrut B
- 2015 Neuhardenberg, Schloss; Brandenburgischer Kunstpreis der MOZ B
- 2015 Ahrenshoop Neues Kunsthaus;Temperamente; Vom Holzschnitt in der zeitgenössischen Kunst
- 2016 Rangsdorf, Galerie Kunstflügel, Gedok-Haus; Aufbruch B
- 2016 Berlin, Inselgalerie; Das Tier und Wir, B
- 2016 Berlin-Pankow, Galerie im Cafe Canape; Holzschnitte E
- 2017 Ahrenshoop, Neues Kunsthaus; Das rätselhafte Verschwinden des Malers Alfred Partikel, 43 Positionen aus Literatur und Bildender Kunst G
- 2017 Rangsdorf, Galerie Kunstflügel, Gedok-Haus; Weg der Wandertaube E
- 2017 Potsdam, Museumshaus „Im Güldenen Arm“; Graphik & Objekte E
- 2017/18 Berlin, Adlershof Galerie Alte Schule; 30 Jahre Werkstatt Künstlerische Lithographie Berlin-Treptow B
- 2018 Potsdam, Landtag Brandenburg; Das andere Kapital B K
- 2018 Berlin, Inselgalerie; traumhaft kompliziert, mit Barbara Illmer E
- 2019 Neuhardenberg, Schloss Ausstellung und Preisverleihung Brandenburgischer Kunstpreis B, K
- 2019 Zehdenick, Klostergalerie; Wege zu Fontane B
- 2019 Brandenburg Kunsthalle Brennabor; Mensch und Landschaft B, K
- 2019 Neuhardenberg, Schloss; F.-Jahrhundertwanderungen B, K
- 2020 Rangsdorf, Galerie Kunstflügel, Gedok-Haus; Über-Leben: Frauenbilder-gestern-heute-morgen B
- 2020 Berlin, Berlinische Galerie, Museum für Moderne Kunst, Gezeichnete Stadt, Arbeiten auf Papier 1945 bis heute
- 2021 Ruppiner Tor, Gransee, schwarzweiss: spuren & figuren, elli graetz, kathrin karras, brigitte lux E
- 2021 Inselgalerie, Berlin, coppelia 1 ...und am Anfang das Wasser, Natur Menschenwerk B

## Preise und Stipendien
- 1976–78 Magistrat Berlin, Förderstipendium
- 1995 Künstlerhaus Lukas, Arbeitsstipendium
- 1996 Kulturwerk Vorpommern/Uckermark e.V., Arbeitsstipendium Druckgrafik
- 2001 Salzburg, Österreich, Grafische Werkstatt im Traklhaus, Atelierstipendium
- 2007 Haldenstein/Schweiz Arbeitsaufenthalt im Rahmen des Künstleraustausches, Treptow/Köpenick, Haldenstein / Chur/chweiz
- 2019 Brandenburgischer Kunstpreis 2019 in der Kategorie Grafik

## Kataloge
- 1998: Elli Graetz; Grafik, Bilder, Edition Stechlin
- 2009: Elli Graetz; Collagen,Drucke, Objekte 2005-2009, Edition Stechlin
- 2010: Elli Graetz; Drucke auf Teebeutelpapier, Edition Stechlin
- 2012: sasiadki / Nachbarinnen Gdańsk / Berlin Stowarzyszenie Arteria ISBN 978-83-931353-2-5
- 2012: sans souci Arbeiten auf Papier 30 Künstler bei 30 Links Katalog zur Ausstellung ISBN 978-3-00-038695-4
- 2015: Gedok Literatur Kalender 2016 ISBN 978-3-9815084-6-8
- 2017: Elli Graetz; Arbeiten von 1997 bis 2017, Edition Stechlin